# Margaret Anglin
Mary Margaret Anglin (3 d'abril de 1876 – 7 de gener del 1958) va ser una actriu, directora i productora de teatre canadenca.

## Carrera

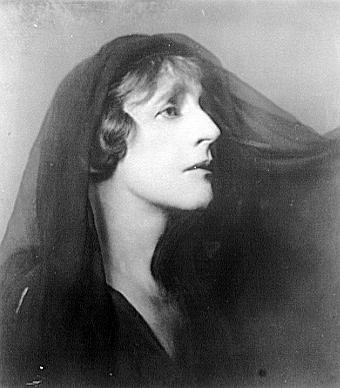
Margaret Anglin representant a Electra

Margaret Anglin va néixer a Ottawa, Canadà, filla petita del polític Timothy Anglin (1822–1896) i d'Ellen MacTavish. Va obtenir el seu grau en arts dramàtiques en el "Empire School of Dramatic Acting" a la ciutat de Nova York l'any 1894. Les seves habilitats per a l'actuació van atreure l'atenció del productor teatral Charles Frohman, el qual li va donar l'oportunitat de fer el seu debut a l'escenari l'any 1894 en la producció Shenandoah de Bronson Howard.
L'any 1896 va actuar al costat de l'actor James O'Neill. Va fer la seva primera aparició a Broadway el 1898, en l'obra "Lord Chumley", i va aconseguir un reconeixement considerable caracteritzant a "Roxane" en l'obra Cyrano de Bergerac, al costat de Richard Mansfield.
L'any 1911, Margaret Anglin es va convertir en ciutadana nord-americana, després de casar-se amb l'actor Howard Hull. El 1929, va insistir que al seu espòs se li donés un paper a Broadway novament, després de gairebé 20 anys sense actuar. En rebre una resposta negativa es va retirar de l'escena fins a 1936, en la qual seria la seva última aparició a Broadway. Anglin va refusar a portar el seu talent només al teatre, portant-ho a la florent indústria del cinema.
Va protagonitzar la versió original del programa radial Orphans of Divorce quan es realitzava en format setmanal nocturn.
Margaret Anglin va tornar al seu natal Canadà l'any 1953, on va morir el 1958.